# Muszatowicze
Muszatowicze (rum. Mușatin) – dynastia hospodarów Mołdawii, której przedstawiciele panowali w tym kraju z przerwami od końca XIV w. do XVII w. (kilku jego przedstawicieli zasiadło także w XVI i XVII w. na tronie Wołoszczyzny).
Nazwa dynastii pochodzi najprawdopodobniej od przydomku jednego z jej protoplastów: Małgorzaty Pięknej (rum. Margareta Mușata), która była córką pierwszego hospodara mołdawskiego Bogdana I i matką Piotra Muszatowicza, lub męża Małgorzaty (Costei Muszata?, być może spokrewnionego z wołoskimi Basarabami). Dzięki temu małżeństwu potomkowie Małgorzaty zasiedli na tronie mołdawskim na kilka stuleci. 
W początkowym okresie swoich rządów Muszatowicze manewrowali między swoimi dwoma najpotężniejszymi sąsiadami – Polską i Węgrami. W drugiej połowie XV w. pojawiło się zagrożenie osmańskie, któremu dość skutecznie opierał się przez długi czas Stefan Wielki, jednak wkrótce po jego śmierci Mołdawia została przez Turków całkowicie zdominowana (próbowali walczyć o niezależność jeszcze Piotr Raresz czy Jan Srogi; pochodzenie tego ostatniego od Muszatowiczów jest niepewne). Muszatowicze utracili tron mołdawski właściwie pod koniec XVI w., gdy zasiedli na nim spowinowaceni z Muszatowiczami Mohyłowie – po upadku tych ostatnich jedynie dwóch przedstawicieli Muszatowiczów zdołało jeszcze sięgnąć po tron mołdawski, ostatnim z nich był Eliasz Aleksander, który panował w latach 1666-1668.
Najwybitniejszym władcą z dynastii był niewątpliwie Stefan Wielki (1457-1504), który przez długi czas skutecznie bronił się przed Węgrami, Polakami i Turkami, choć tym ostatnim musiał pod koniec życia ulec. Zapewnił także znaczny rozwój kulturalny kraju i został uznany przez cerkiew prawosławną za świętego. Duże znaczenie miały też rządy Aleksandra Dobrego (1400-1432) czy Piotra Raresza (1527-1538 i 1541-1546). Jednak poza okresami panowania tych władców Mołdawia rozrywana była wojnami domowymi, najczęściej pomiędzy pretendentami do tronu pochodzącymi z dynastii Muszatowiczów, szukającymi poparcia w ościennych mocarstwach (np. zmagania w latach 1432-1457 pomiędzy synami Aleksandra Dobrego).

## Genealogia
Filiacja (w niektórych wypadkach domniemana) hospodarów mołdawskich i wołoskich z dynastii Muszatowiczów (w nawiasach daty panowania, M - Mołdawia, W - Wołoszczyzna):
```
? (być może 
Costea
, M 1373-1375, lub 
Latco
, M 1365-1375)
|→ 
Piotr I
, M 1375-1391
|→ 
Roman I
, M 1391-1394
|  |→ 
Aleksander I Dobry
, M 1400-1432
|  |  |→ 
Eliasz I
, M 1432-1434, 1435-1443
|  |  |  |→ 
Roman II
, M 1447-1448
|  |  |  |→ 
Aleksander II
, M 1449, 1452-1454, 1455
|  |  |→ 
Stefan II
, M 1434-1447
|  |  |→ 
Piotr II
, M 1444-1445, 1447, 1448-1449
|  |  |→ 
Bogdan II
, M 1449-1451
|  |  |  |→ 
Stefan III Wielki
, M 1457-1504
|  |  |     |→ Aleksander, zm. 1496
|  |  |     |  |→ 
Stefan V Szarańcza
, M 1538-1540
|  |  |     |→ 
Bogdan III Ślepy
, M 1504-1517
|  |  |     |  |→ 
Stefan IV Młody
, M 1517-1527
|  |  |     |  |→ 
Aleksander IV Lăpușneanu
, M 1552-1561, 1564-1568
|  |  |     |     |→ 
Bogdan IV Lăpușneanu
, M 1568-1572
|  |  |     |     |  |→ 
Aleksander V Zły
, M 1592, W 1592-1593
|  |  |     |     |→ 
Aron Tyran
, M 1591-1592, 1592-1595
|  |  |     |     |→ 
Piotr VI Kozak
, M 1592
|  |  |     |     |→ Eliasz
|  |  |     |        |→ 
Aleksander Eliasz
, M 1620-1621, 1631-1633
|  |  |     |           |→ 
Eliasz Aleksander
, M 1666-1668
|  |  |     |           |→ 
Radu XI Eliasz
, W 1632
|  |  |     |→ 
Piotr IV Raresz
, M 1527-1538, 1541-1546
|  |  |        |→ 
Eliasz II
, M 1546-1551
|  |  |        |→ 
Stefan VI
, M 1551-1552
|  |  |        |→ 
Jan V Sas
, M 1579-1582
|  |  |→ 
Piotr III Aron
, M 1451-1452, 1454-1455, 1455-1457
|  |     |→ Eliasz, zm. 1502
|  |        |→ 
Aleksander III Cornea
 M 1540-1541
|  |→ 
Bogdan
, M 1400-1407
|→ 
Stefan I
, M 1394-1399
```

## Literatura
- I. Czamańska, Bogdanowicze (lub Muszatowicze) [w:] Słownik dynastii Europy, red. J. Dobosz, M. Serwański, Poznań 1999, s. 65-67.
- J. Demel, Historia Rumunii, Wrocław 1970.